# 福清公主墓
福清公主墓，位于南京市雨花台区邓愈墓园内。1998年，发现明朝福清公主和其子驸马舍人张克俊的坟墓。
2000年，经专家和南京市文物局决定，福清公主墓易地重建。2003年，公布为“雨花台区区级文物保护单位”。2006年，公布为南京市文物保护单位。

## 图片

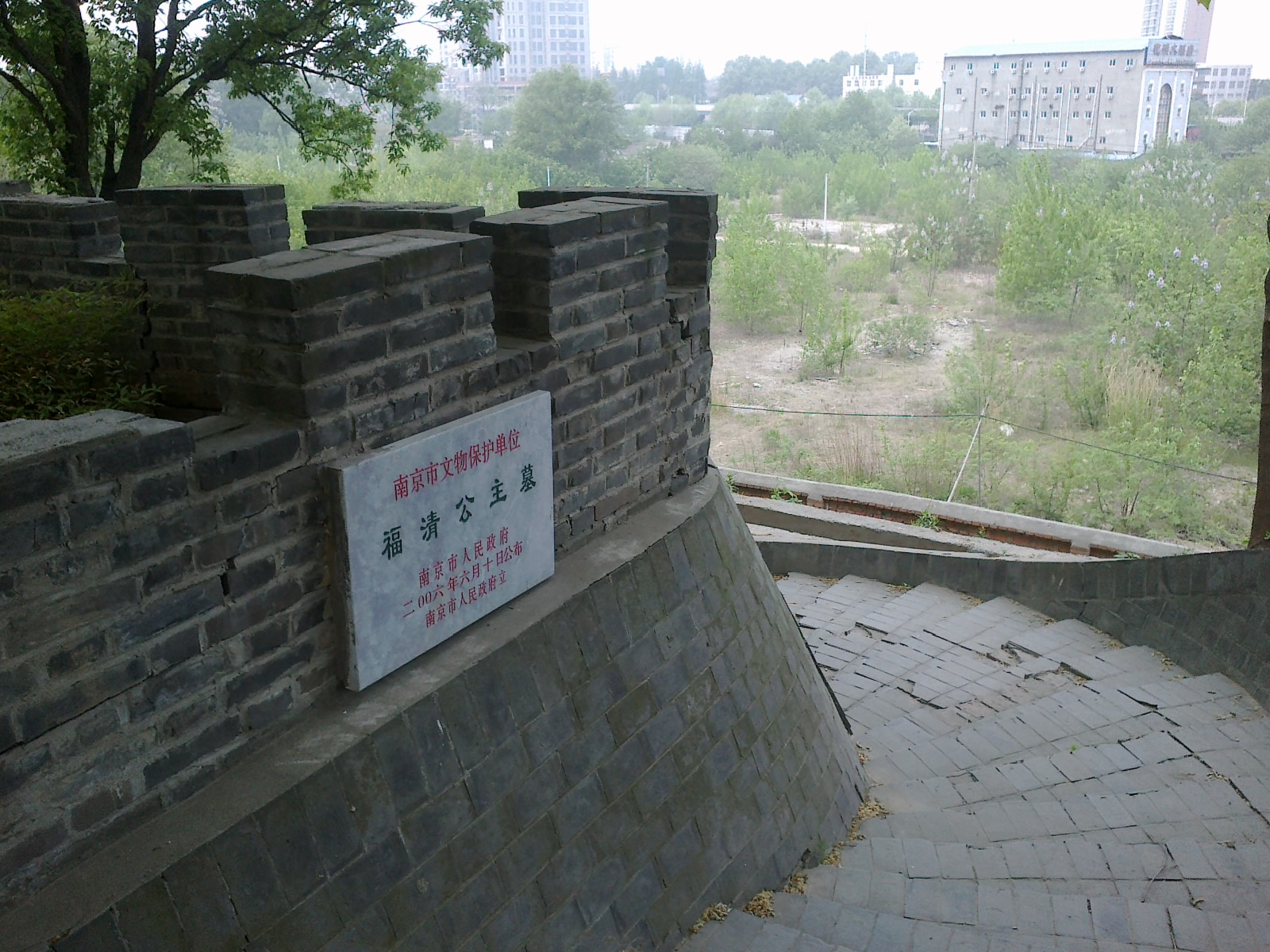
由此墓道下降至墓室
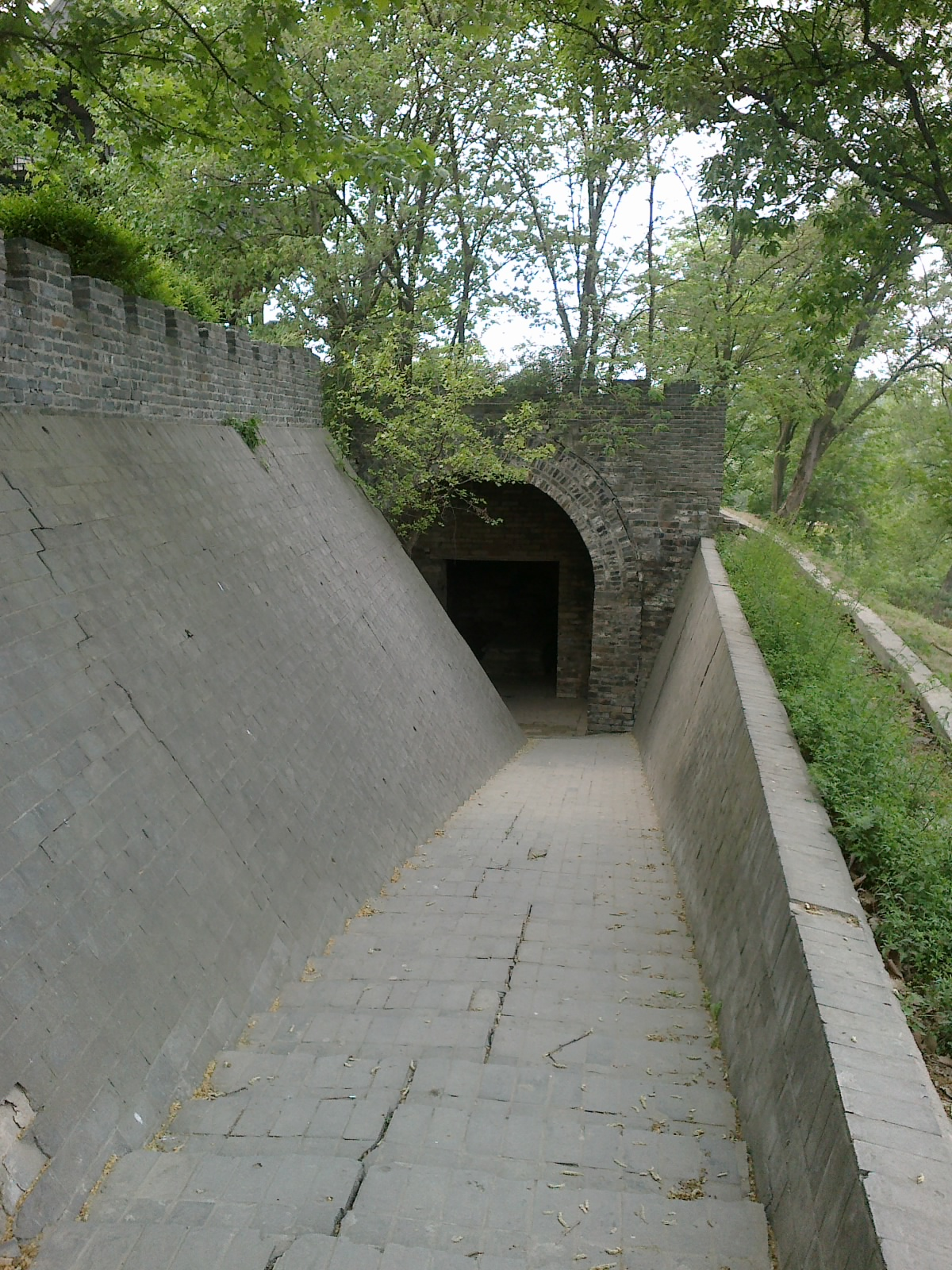
进入墓室的墓道
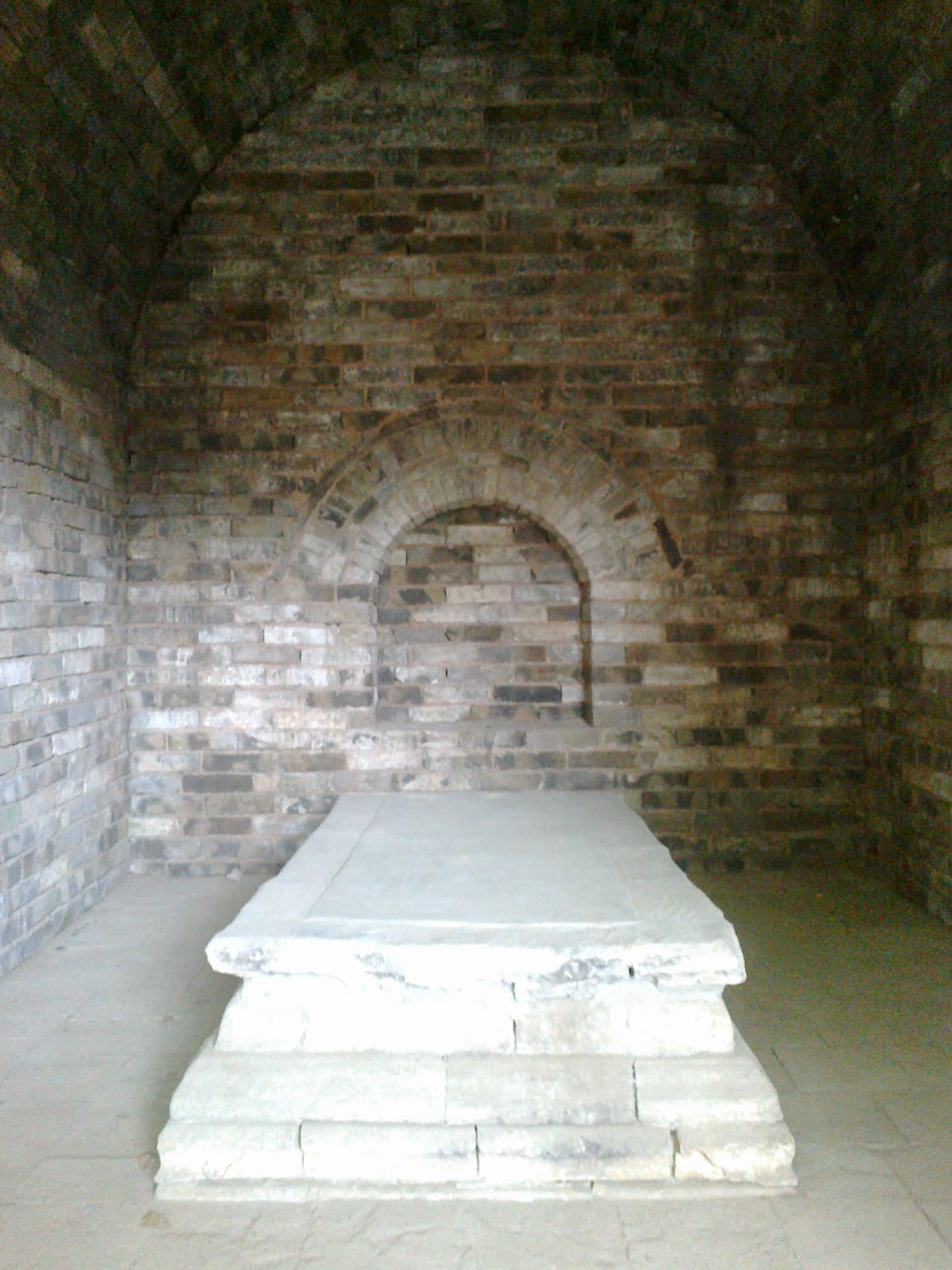
墓室中的石棺床
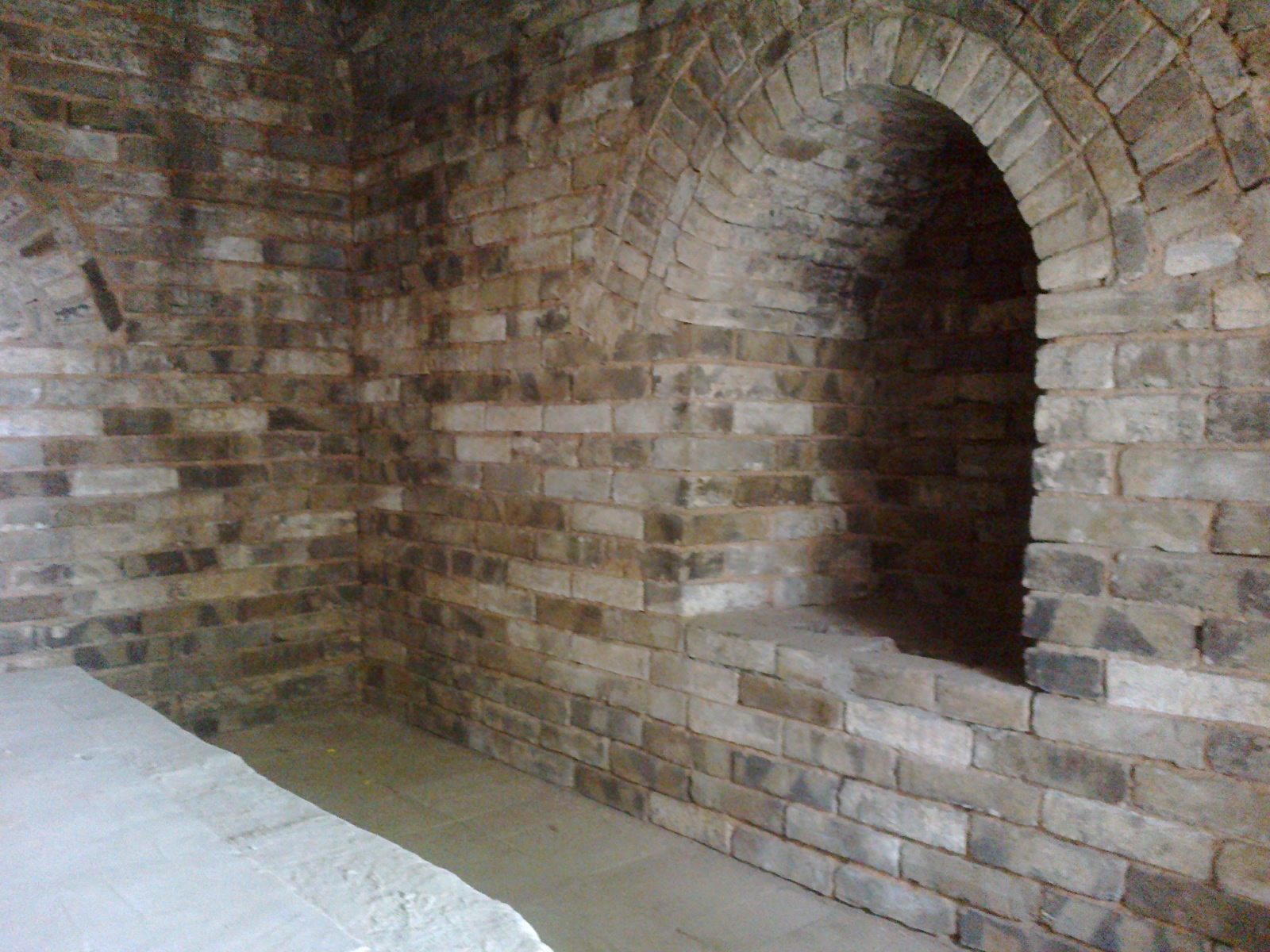
墓室中的墙壁